# この聖なる殿堂では
「この聖なる殿堂では」(ドイツ語：In diesen heil'gen Hallen）は、1791年作曲のヴォルフガング・アマデウス・モーツァルトのジングシュピール『魔笛』の第2幕で、大祭司ザラストロ役のバス歌手によって歌われるアリア。変ホ長調のラルゲット。作詞はエマヌエル・シカネーダー。劇の進行上では、コロラトゥーラソプラノによる夜の女王のアリア「復讐の炎は地獄のように我が心に燃え」の直後に当たり、歌詞中には友愛・寛容などのフリーメイソンの教義が盛り込まれており、両者は音楽上も、歌詞の内容面でも強烈な対比を成している。

## 歌詞
ドイツ語原文
In diesen heil'gen Hallen

Kennt man die Rache nicht.

Und ist ein Mensch gefallen,

Führt Liebe ihn zur Pflicht.

Dann wandelt er an Freundes Hand

Vergnügt und froh ins bess're Land.

In diesen heil'gen Mauern,

Wo Mensch den Menschen liebt.

Kann kein Verräter lauern,

Weil man dem Feind vergibt.

Wen solche Lehren nicht erfreun,

Verdient nicht ein Mensch zu sein.
日本語
この聖なる殿堂では、

人は復讐という言葉を知らない。

人が堕落すれば、

愛が義務へと導く。

すると、友の手に導かれ、

満足と喜びに満ちて幸せの国へと進み入る。

この聖なる壁のうちでは、

人が人を愛する。

ここには裏切り者の居場所はない。

ここでは人は敵を赦すからだ。

この教義を享受できない者には、

人たる資格はない。